# Micrathena kochalkai
Micrathena kochalkai là một loài nhện trong họ Araneidae.
Loài này thuộc chi Micrathena. Micrathena kochalkai được Herbert Walter Levi miêu tả năm 1985.